# Tottington, Greater Manchester
Tottington är en ort i distriktet Bury i Storbritannien. Den ligger i grevskapet Greater Manchester och riksdelen England, i den centrala delen av landet, 280 km nordväst om huvudstaden London. Tottington ligger 150 meter över havet och antalet invånare är 7 713.
Terrängen runt Tottington är platt åt sydväst, men åt nordost är den kuperad. Terrängen runt Tottington sluttar söderut. Runt Tottington är det mycket tätbefolkat, med 1 411 invånare per kvadratkilometer. Närmaste större samhälle är Manchester, 16,2 km söder om Tottington. Runt Tottington är det i huvudsak tätbebyggt.